# Miel
Pour les articles homonymes, voir Miel (homonymie).

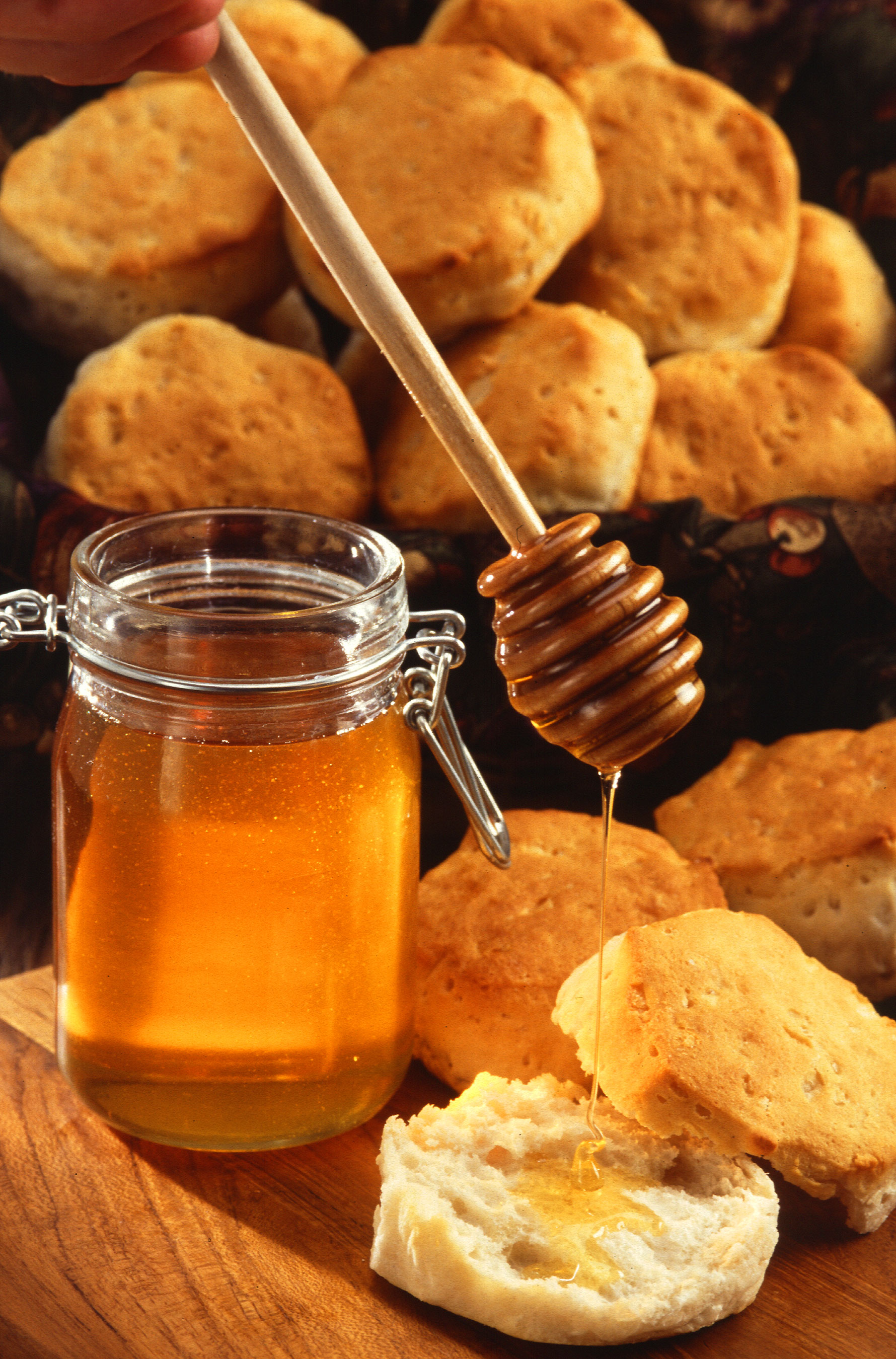
Un pot de miel.

Le miel (prononcé en français : /mjɛl/) est une substance sucrée élaborée par les abeilles à miel (Apis mellifera) vivant en colonies, à partir de nectar,, ou de miellat,. Elles en abaissent la teneur en eau pour qu'il devienne du miel et s'en nourrissent tout au long de l'année, et le stockent pour que la colonie subsiste l'hiver jusqu'au printemps suivant. Il est aussi consommé par d'autres espèces animales, et notamment l'homme, qui profite de l'instinct (d'amassage) pour récolter l’excédent[pas clair] tout en déplaçant si nécessaire les ruches au fil des saisons et des floraisons.

## Nourriture des abeilles

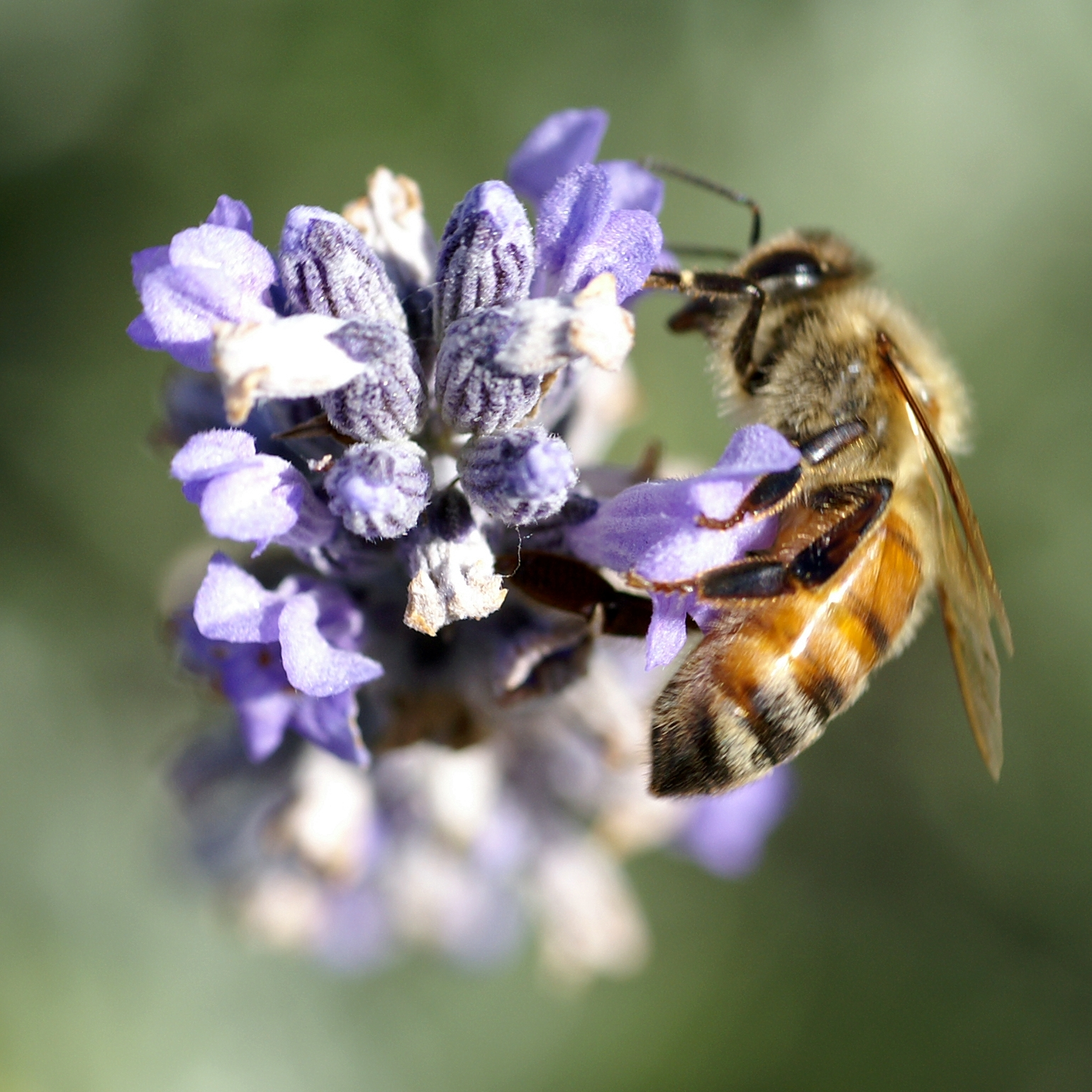
Abeille butinant une fleur de lavande.

Les abeilles butineuses sont chargées de l'approvisionnement de la ruche. Une fois posée sur une plante à fleurs (angiospermes), l'abeille en écarte les pétales, plonge sa tête à l'intérieur, allonge sa langue et aspire le nectar qu'elle stocke provisoirement dans son jabot social. Du fait de leur anatomie et en particulier de la longueur de leur langue, les abeilles ne peuvent récolter le nectar que sur certaines fleurs, qui sont dites alors mellifères.
Les abeilles peuvent aussi récolter du miellat, excrétion produite par des insectes suceurs comme le puceron, la cochenille ou le metcalfa à partir de la sève des arbres. Il sera utilisé de la même façon que le nectar de fleur (c'est ce produit de base qui est notamment utilisé pour élaborer le miel de sapin).
L'élaboration du miel commence dans le jabot de l'ouvrière, pendant son vol de retour vers la ruche. L'invertase, une enzyme de la famille des diastases, est ajoutée, dans le jabot, au nectar. Il se produit alors une réaction chimique, l'hydrolyse du saccharose qui donne du glucose et du fructose.
Arrivée dans la ruche, l'abeille butineuse régurgite le nectar à une receveuse (trophallaxie), qui, à son tour, régurgitera et ré-ingurgitera ce nectar riche en eau, en le mêlant à de la salive et à des sucs digestifs, ayant pour effet de compléter le processus de digestion des sucres. Une fois stocké dans les alvéoles, le miel est déshydraté par une ventilation longue et énergique de la part précisément des ouvrières ventileuses. Parvenu à maturité, le miel a une durée de conservation extrêmement longue.
La chaleur de la ruche ainsi que les ouvrières ventileuses, qui peuvent entretenir un courant d'air pendant 20 minutes dans la ruche, provoquent l'évaporation de l'eau. Le miel arrive à maturité lorsque sa teneur en eau devient inférieure à 18 % ; il est alors emmagasiné dans d'autres alvéoles qui seront operculés une fois remplis.
Le miel est ainsi stocké par les abeilles pour servir de réserve de nourriture ; en particulier pendant les saisons défavorables, en saison sèche pour les Apis dorsata ou l'hiver pour les Apis mellifera.
L'entomologiste Nevin Weaver a mesuré le travail effectué par les abeilles butineuses. Pour produire une livre de miel, les abeilles doivent effectuer plus de 17 300 voyages, visiter 8,7 millions de fleurs, le tout représentant plus de 7 200 heures de travail,.

## Produit de consommation humaine

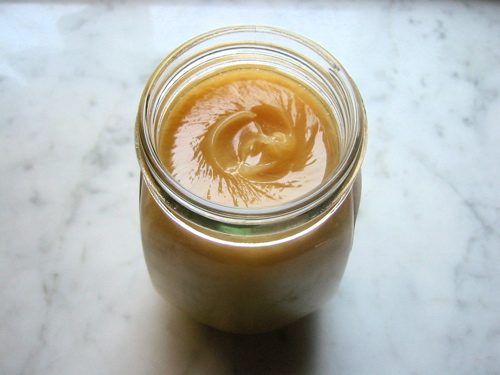
Miel en pot.

Pour leur propre consommation, les humains ont d'abord prélevé le miel dans des ruches naturelles (souvent appelées nids) ; ils continuent par endroits à le récolter ainsi. On parle alors de miel sauvage, que l'Organisation des Nations unies pour l'alimentation et l'agriculture (FAO) classe comme produit forestier autre que le bois.
Des peintures rupestres montrent que les premiers hommes « chassaient » les ruches d'abeilles. Aujourd'hui, le peuple Hadza a gardé cette tradition, et profite d'un mutualisme avec un oiseau sauvage local pour l'aider à trouver les ruches. Les Hadzas passent ainsi, pendant la saison des pluies, 4 à 5 h par jour à chercher du miel.
La production de miel a ensuite été progressivement organisée par les humains grâce à la domestication d'abeilles dans des ruches artificielles situées à des emplacements permettant la création de différentes qualités et variétés de miel, ainsi que la récolte d'autres produits (pollen, cire, gelée royale, propolis, venin d'abeilles, pain d'abeille).
La consommation du miel ainsi que du couvain (larves d'abeilles contenues naturellement dans le miel non filtré) pourrait avoir été utile à l'évolution de l'homme, notamment au développement de son cerveau, le mélange contenant aussi de petites quantités de protéines et de graisses, contrairement au miel raffiné,.
Le miel fait partie de la tradition culinaire et est associé aux goûts : sucré pur, sucré-salé, avec ou sans viande, avec ou sans acidité, avec ou sans produit laitier élaboré. Le miel fournit la base de boissons alcoolisées. Le miel est associé aussi à l'odeur dégagée qualifiée selon la culture culinaire d'agréable ou désagréable.

### Histoire

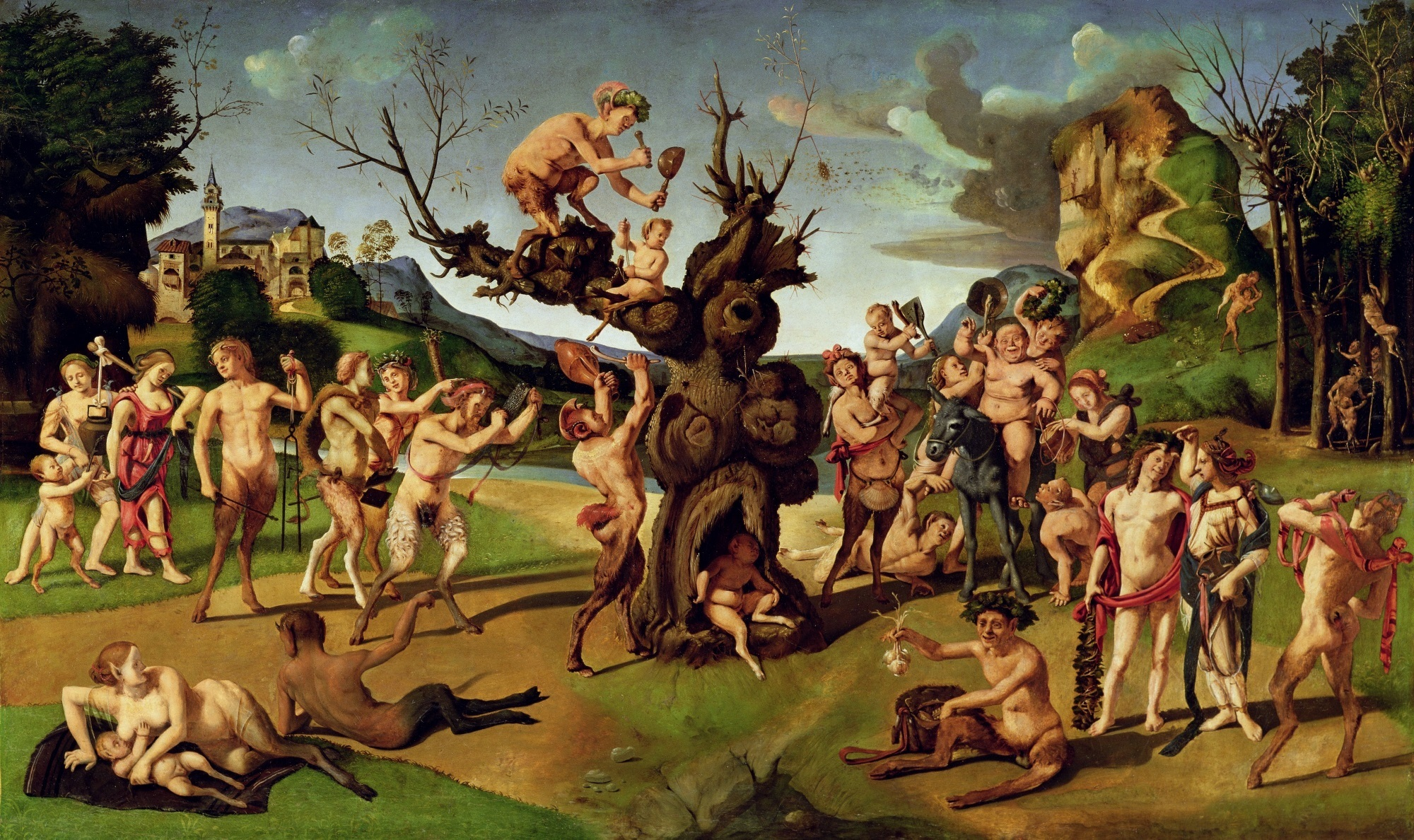
Bacchus découvrant le miel (Piero di Cosimo, vers 1500).

La relation entre les humains et les abeilles est très ancienne. Dans une grotte d'Afrique du Sud, des restes de cire d'abeille vieux de 40 000 ans ont été découverts. Des peintures rupestres situées dans les montagnes uKhahlamba-Drakensberg du KwaZulu-Natal (Afrique du Sud), montrent des interactions entre des chasseurs-cueilleurs et des abeilles. Ces peintures apportent la preuve de la consommation du miel à cette époque.
Présent dans le delta du Nil et à Sumer, le miel servait à sucrer les aliments. Plusieurs papyrus égyptiens en font mention, le plus vieux étant celui dit d'Edwin Smith, datant de plus de 4 500 ans. De nombreuses sources diffusent la légende urbaine d'un « miel des pyramides » ou « miel des pharaons », datant de deux mille ans et potentiellement toujours comestible,,. S'il est avéré que des pots à miel ont été retrouvés dans la tombe de Toutankhamon découverte en 1922, leur contenu avait depuis longtemps disparu. D'autres récipients retrouvés lors de fouilles contenaient des substances qui pouvaient ressembler à du miel à première vue. Des analyses postérieures montreront qu'il s'agissait de natron. Entretemps, la légende d'un miel « éternel », qui ne se périme jamais, était née.
Chez les Mayas en Amérique, il existait une divinité du miel et des abeilles, le dieu Ah-Muzen-Cab, protecteur des mélipones, les abeilles sans dard autochtones d'Amérique, produisant le miel de mélipone, considéré comme l'élixir sacré des Mayas.
En plus de sa consommation comme aliment ou condiment, le miel a été utilisé dès l'Antiquité pour embellir la peau et soigner les blessures. Le latin mel a donné le français « miel » et les mots de même sens dans les autres langues romanes. Le proto-germanique *huna(n)gą a donné l'allemand Honig et les mots de même sens dans les autres langues germaniques. Le proto-slave *medъ a donné le russe мёд et les mots de même sens dans les autres langues slaves.
Dans l'Antiquité, le miel de la Narbonnaise était considéré comme l'un des meilleurs. La mythologie grecque le nommait « rosée céleste », considérant qu'il avait une origine ouranienne. Rhéa fait appel à une nymphe, Amalthée, qui allaite son fils Zeus avec du miel. Melissa est une autre nymphe changée en abeille par Zeus.
Dans la Rome antique, les premiers apiculteurs distinguent deux sortes de miel : le miel le plus cher et le meilleur, récolté sous les ruches car il s'agissait du miel qui en tombait, et un miel de moindre qualité obtenu après broyage des ruches d'abeilles, moins cher[réf. nécessaire].
À partir du Moyen Âge en Chine, puis en Europe, il sert à la fabrication du pain d'épices.
Jusqu'à l'époque de Paracelse, le miel jouissait d'une haute estime en médecine. Il était utilisé notamment comme agent antiseptique pour la guérison des infections et s'avère efficace pour le soin en douceur des verrues, boutons infectieux, furoncles[réf. nécessaire].
Le miel de romarin aussi appelé « miel de Narbonne » était un des multiples constituants de la thériaque de la pharmacopée maritime occidentale au XVIIIe siècle.
Durant les première et seconde guerres mondiales, on l'utilisait pour accélérer la cicatrisation des plaies des soldats.
Il a également été utilisé pour confire les fruits et les légumes en l'associant au vinaigre et à la moutarde, mais aussi à adoucir les mets. Il a permis la conservation de la viande.
Il a de même servi pour la fabrication de l'hydromel (eau+miel) : par fermentation des levures présentes dans ledit miel, apparition de la boisson alcoolisée. Des traces de production d'hydromel datant du Ve millénaire av. J.-C. ont été retrouvées en Espagne dans le dolmen d'Azután.
Avant l'introduction du maïs en Europe, et la culture de la canne à sucre et de la betterave, le miel était avec les fruits le seul édulcorant.

### Symbolisme
Le miel est un symbole important des cultures et religions antiques païennes, mais aussi les religions monothéistes comprenant le christianisme. 
Dans la mythologie maya le miel des abeilles méliponides est considéré comme une substance sacrée.
Il est aussi traditionnellement utilisé lors des rites et cérémonies mayas par le jmeen, prêtre maya, et sert entre autres à la préparation d'offrandes aux divinités.
Symbole de douceur dans le judaïsme, il est aussi associé au don de prophétie tant pour les Grecs, que dans la Bible : Jean le Baptiste se nourrit de miel sauvage, et Samson en trouve dans la carcasse d'un lion. La Parole de Dieu est également comparée au miel,,. Pour l'islam, dans le Coran, le miel est l'un des aliments du paradis. Dans la continuité des usages médicinaux déjà connus de Galien, des traditions, attribuées à Mahomet, font du miel un médicament divin.
Dans Histoire des animaux, Aristote présente le miel comme une rosée céleste que les abeilles recueillent sur les fleurs. Dans l'antiquité, le miel par son goût, sa consistance (ni solide, ni liquide), sa capacité de se conserver très longtemps, apparaissait comme un « souvenir » sur terre de la nourriture d’immortalité des dieux : le nectar et l’ambroisie. Symbole solaire par excellence, comme quintessence végétale de la lumière de l'astre du jour exaltée dans les fleurs, il est signe de pureté chez les adorateurs de Mithra, notamment[réf. nécessaire]. Il est également l'emblème de la science et de la poésie, qui, selon la conception traditionnelle, est un don du ciel. Les mots grecs désignant le lyrisme (mélikè) et le miel (méli) ont une racine commune[réf. nécessaire].

Le miel voit son nom attribué au 8e jour du mois de frimaire du calendrier républicain ou révolutionnaire français, généralement chaque 28 novembre du calendrier grégorien.

### Apiculture

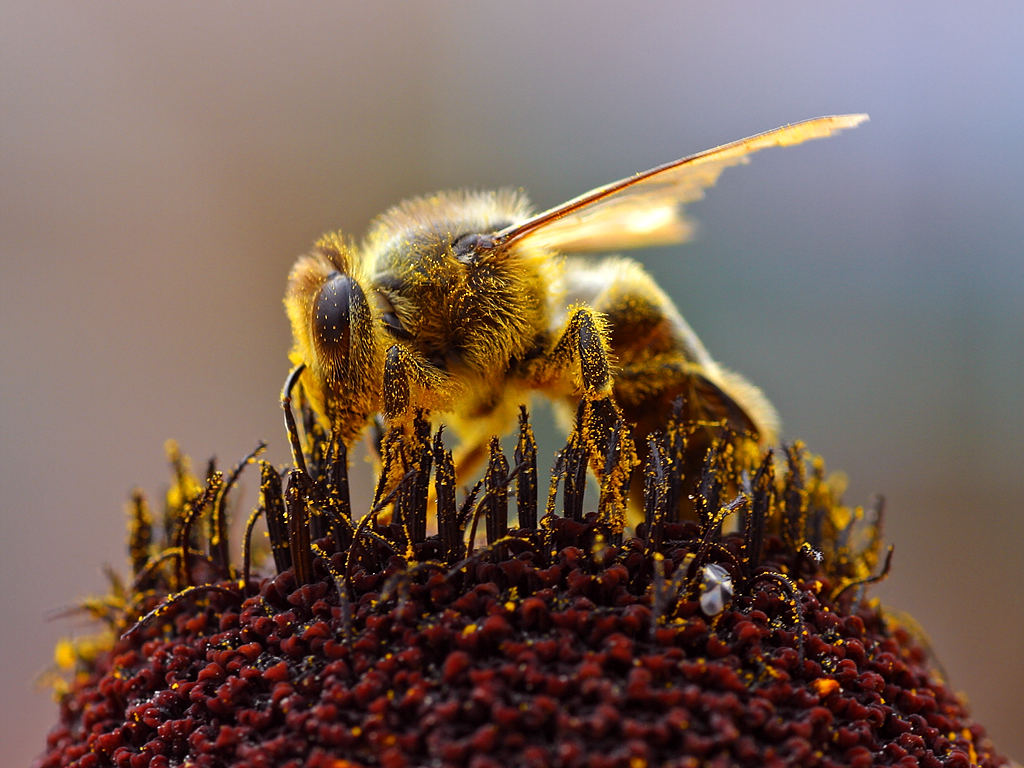
Abeille butinant une Asteraceae.

L'apiculture consiste à élever des abeilles afin de récolter le miel. Le premier travail de l'apiculteur est de fournir une ruche aux abeilles.
Avant la domestication des abeilles, les hommes récoltaient le miel dans des troncs d'arbres ou dans de petites cavités habitées naturellement par les abeilles. Ils ont ensuite aménagé ces troncs ainsi que d'autres constructions rudimentaires.
Au XIXe siècle, en France, les abeilles étaient encore élevées dans des ruches en paille. À cette époque, le miel était consommé avec la cire ou extrait par pressage.

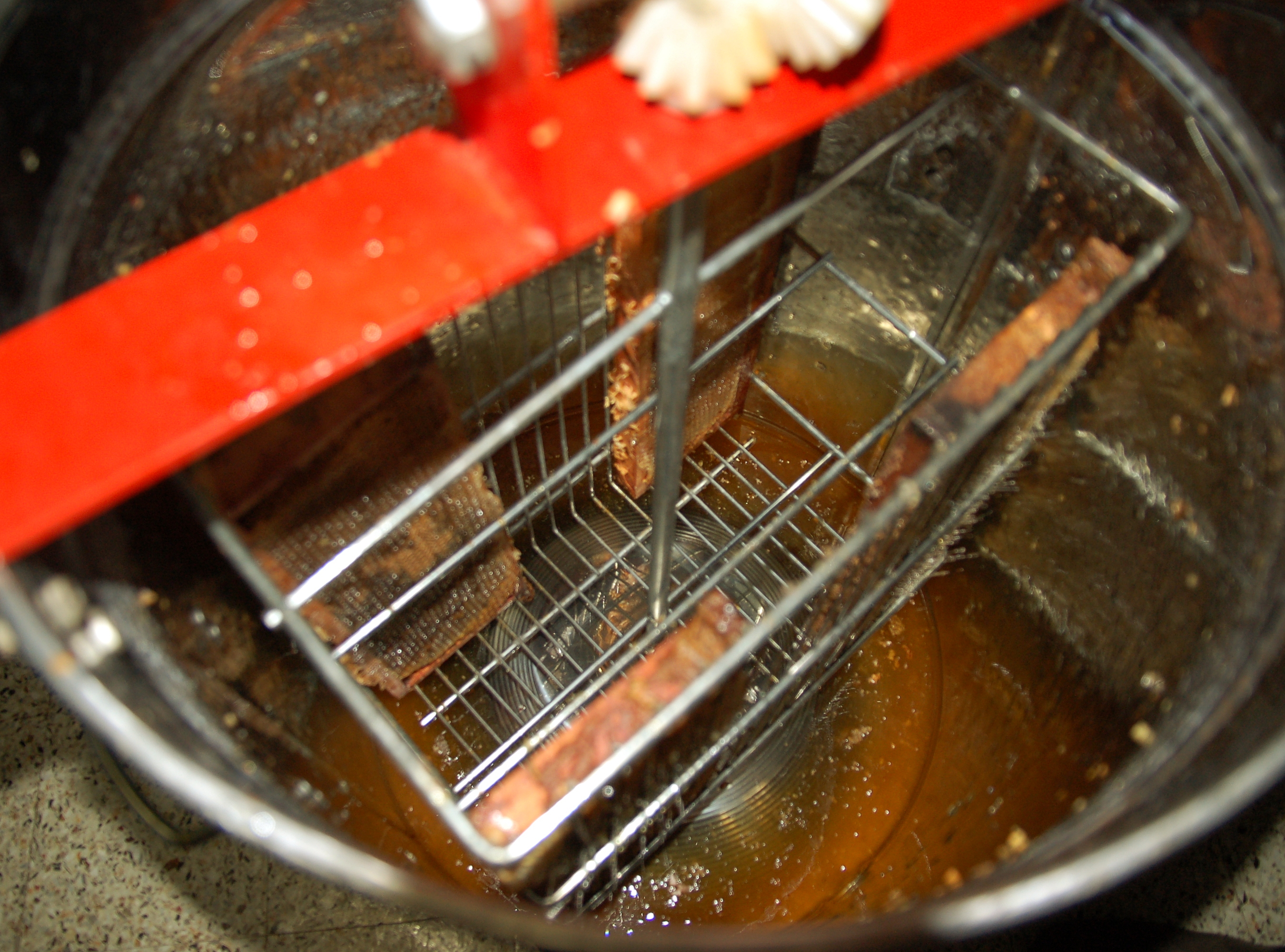
Un extracteur.

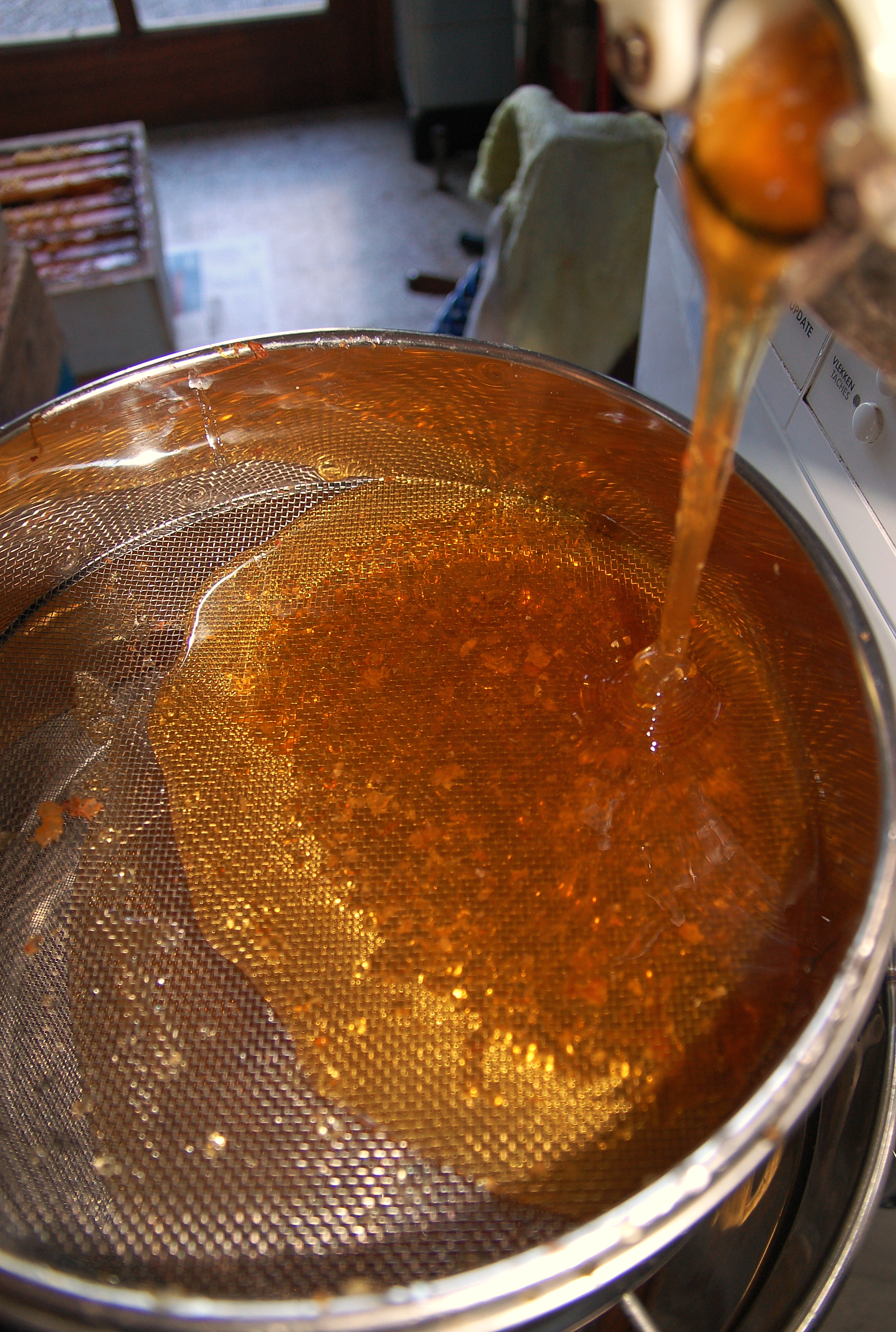
Filtration du miel extrait, précédant la maturation puis la mise en pots.

C'est l'apiculteur François Huber de Genève qui mit au point le premier modèle de ruche à cadres mobiles. La feuille gaufrée fut mise au point en 1858 par Jean Mehring et l'extracteur centrifuge (en), inventé en 1865 par Franz Hruschka (en). Ces inventions facilitèrent le travail de l'apiculture.

#### Miel de mélipone (abeille sans dard)
Parmi les abeilles autochtones et endémiques d'Amérique et d'Australie, des abeilles sans dard, se trouvent des abeilles productrices de miel. C'est le cas des abeilles de la tribu des Meliponini (regroupant les genres Melipona - mélipones -, Trigona - trigones et Lestremelitta) qui produisent de petites quantités de miel, le miel de mélipone, considéré comme un miel rare.
L'apiculture dédiée aux abeilles mélipones et trigones est appelée méliponiculture et ses apiculteurs les méliponiculteurs.
Une étude relève le potentiel économique d'une valorisation de la filière aux Antilles en Guadeloupe grâce à l'exploitation de l'abeille autochtone melipona variegatipes, mais la filière n'y est pour l'instant pas développée.

### Statistiques de production
Principaux pays producteurs en 2018
| 1                | Chine      | 446 900   |
| 2                | Turquie    | 114 113   |
| 3                | Argentine  | 79 468    |
| 4                | Iran       | 77 567    |
| 5                | Ukraine    | 71 279    |
| 6                | États-Unis | 69 104    |
| 7                | Inde       | 67 442    |
| 8                | Russie     | 65 006    |
| 9                | Mexique    | 64 253    |
| 10               | Éthiopie   | 50 000    |
| 11               | Brésil     | 42 346    |
|                  | Total      | 1 851 540 |
| Source : FAOSTAT |            |           |

| 1964 | 1969 | 1974 | 1979 | 1984 | 1989  | 1994  | 1999  | 2004  | 2009  | 2014  | 2019  |
| ---- | ---- | ---- | ---- | ---- | ----- | ----- | ----- | ----- | ----- | ----- | ----- |
| 752  | 756  | 793  | 906  | 995  | 1 146 | 1 118 | 1 237 | 1 374 | 1 505 | 1 815 | 1 853 |

|          | 2001  | 2002  | 2003  | 2004  | 2005  |
| -------- | ----- | ----- | ----- | ----- | ----- |
| Afrique  | 145   | 153   | 152   | 152   | 154   |
| Amérique | 320   | 320   | 328   | 320   | 321   |
| Asie     | 458   | 497   | 525   | 543   | 545   |
| Europe   | 311   | 294   | 320   | 328   | 332   |
| Océanie  | 29    | 23    | 29    | 29    | 29    |
| Total    | 1 264 | 1 287 | 1 354 | 1 372 | 1 381 |

En 2021, l'Union européenne importe 173 400 tonnes de miel naturel depuis des pays tiers (non-UE) pour 405,9 millions d'euros et exporte 25 500 tonnes pour 146,6 millions d'euros, selon eurostat.
Le principal producteur de miel de l'UE est la Roumanie, suivie par l'Espagne, la Hongrie, l'Allemagne, l'Italie, la Grèce, la France et la Pologne.
En 2021, 31 % du miel importé dans l'UE vient d'Ukraine et 28 % de Chine.

### Qualité des miels, origines et traçabilité
L’apiculture moderne propose différents types de miels d’origine florale et géographique, de saveur et d’aspect très variés. On parle de « miel monofloral » ou de « miel de cru » lorsque son origine provient en grande partie d’une seule variété de fleurs. L’apiculteur a placé ses hausses juste au moment de la miellée de la fleur recherchée et les a retirées aussitôt après pour en faire la récolte. Les autres miels sont dits polyfloraux (ancienne appellation : miel « toutes fleurs ») et peuvent être également désignés par leurs origines géographiques.
La palette va des miels doux et clairs (acacia, cerisier, citronnier, clémentinier, colza, framboisier, luzerne, oranger, tilleul, tournesol, trèfle blanc) aux miels corsés et ambrés (arbousier, bourdaine, bruyère, buis, callune, châtaignier, chêne, eucalyptus, fenouil, lavande, lavandin, menthe, pissenlit, ronce, sapin, sarrasin, thym).
Par la nature de la plante butinée (plantes en général exotiques : variété de rhododendron, belladone…), quelques miels sont issus de plantes toxiques pour l'homme mais pas pour l'abeille ; Traditionnellement cela ne concerne que des ruches sauvages; Cette possibilité est surveillée , (Voir infra, #Toxicité du miel).

#### Cristallisation du miel
Le miel, liquide à l'extraction, est une solution saturée en sucres et comme toute solution saturée, il cristallise plus ou moins rapidement, en fonction de l'équilibre de ses sucres principaux (fructose et glucose) et de son niveau de viscosité. Plus la teneur en fructose est élevée, plus il restera liquide longtemps (ex. : miel d'acacia). Plus la teneur en glucose est élevée, plus il cristallisera vite (ex. : miel de colza, ou miel de trèfle). Cet équilibre des sucres dépend de son origine florale mais n'a pas de lien direct avec sa qualité. Si un miel est chauffé à plus de 40 °C, sa cristallisation est retardée. Chauffer un miel à une température supérieure à 40 °C lui fait perdre en qualité[réf. nécessaire].
Le processus dit de cristallisation dirigée permet de maîtriser la taille des grains de cristallisation par ensemencement des miels et d'obtenir des textures crémeuses.
On observe chez les miels qui cristallisent vite la formation d'une « fleur » à la surface. Il s'agit de micro-bulles qui remontent en surface lors de l'entreposage — en seaux ou en pots. C'est un phénomène naturel qui ne nuit pas à la qualité.

#### Miels AOP et IGP

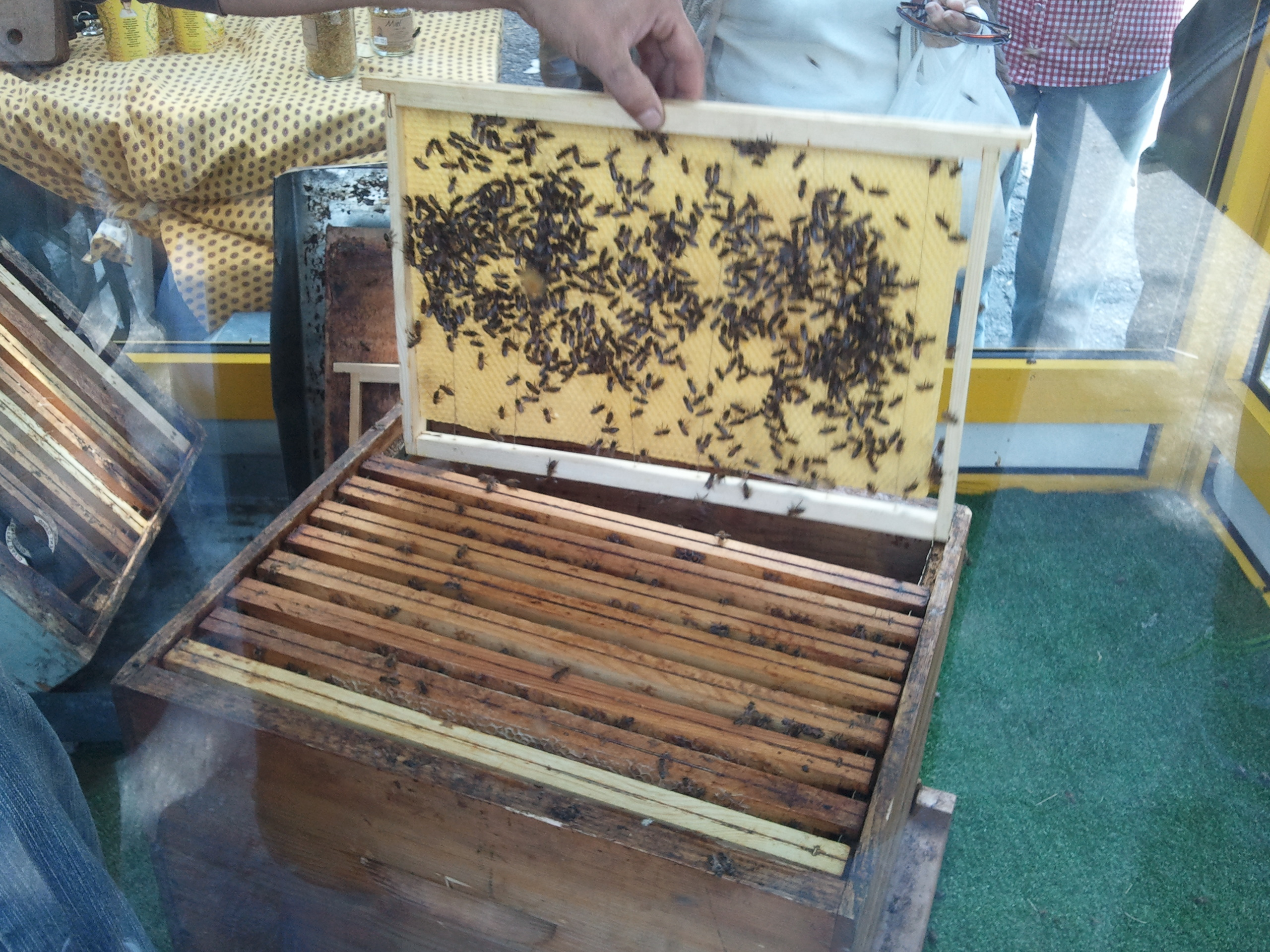
Ruche en Provence.

Certains miels bénéficient d'une appellation d'origine protégée (AOP) ou d'une indication géographique protégée (IGP). Malgré ces appellations reconnues, aucune garantie réelle n'est apportée au consommateur quant à la véritable zone de production des miels vendus. En effet, bien qu'ils existent, il y a une forte carence en utilisation d'outils opérationnels de contrôle et de traçabilité en continu sur le terrain. Pour compenser ce problème de certification géographique le consortium Bee partner en collaboration avec l'association Maksika international de protection des abeilles, Bee secured et le CEA de Grenoble (LETI) ont créé un réseau de traçabilité de la filière apicole. Ce réseau porte sur un ensemble de ruches instrumentées communicantes nouvelles générations. Il permet le suivi en continu de la production de miel de la ruche jusqu'au pot en contrôlant systématiquement la santé des abeilles, l'environnement et les actions menées sur les abeilles. Tout le miel suivi est certifié par un label Maksika « IGP contrôlé en continu », qui garantit aux consommateurs l'origine du miel.
Source : Commission européenne,.
France
- Miel d'Alsace, indication géographique protégée (IGP) depuis 2005[45],
- Miel de Corse - Mele di Corsica (AOP) depuis 1998 : ce miel peut être issu des gammes variétales suivantes, printemps, maquis de printemps, miellat du maquis, châtaigneraies, maquis d'été, maquis d'automne[46].
- Miel de sapin des Vosges, appellation d'origine protégée (AOP) depuis 1996[47],
- Miel des cévennes, indication géographique protégée (IGP) depuis 2015[48]
- Miel de Provence, indication géographique protégée (IGP) depuis 2005 et label rouge ("miel de lavande" et "miel toutes fleurs de Provence") depuis 1989 et 1994[49].
- Miel de mélipone (Guadeloupe, rare)[36].

Italie
- Miele delle Dolomiti Bellunesi (AOP)
- Miele della Lunigiana (AOP)
- Miele Varesino
- Miele della Valtellina

Espagne
- Miel de Granada (AOP) - miel monofloral de châtaignier (Castanea sativa), miel monofloral de romarin (Rosmarinus officinalis), miel monofloral de thym (Thymus sp.), miel monofloral d'avocat (Persea americana), miel monofloral de fleur d'oranger (Citrus sp.), miel monofloral de lavande (Lavandula stoechas), miel de montagne et miel toutes fleurs.
- Miel de Galicia ou Mel de Galicia (IGP)[50] - miel toutes fleurs, miel monofloral d’eucalyptus, de châtaignier, de ronce, de bruyère.
- Miel de La Alcarria (AOP).
- Miel de Tenerife.

Grèce
- Μέλι Ελάτης Μαινάλου Βανίλια (Miel de Sapin Menalou Vanilia)

Luxembourg
- Miel luxembourgeois de marque nationale (AOP)

Portugal
- Mel da Serra da Lousã (AOP)
- Mel das Terras Altas do Minho (AOP)
- Mel da Terra Quente (AOP)
- Mel da Serra de Monchique (AOP)
- Mel do Parque de Montesinho (AOP)
- Mel do Alentejo (AOP)
- Mel dos Açores (AOP)
- Mel de Barroso (AOP)
- Mel do Ribatejo Norte (Serra d'Aire, Albufeira de Castelo de Bode, Bairro, Alto Nabão) (AOP)

Pologne
- Miód wrzosowy z Borów Dolnośląskich[51]

Australie
- Miel de manuka

Amérique
- Miel de mélipone

Monde
- Miel de cactus

#### Miels monofloraux

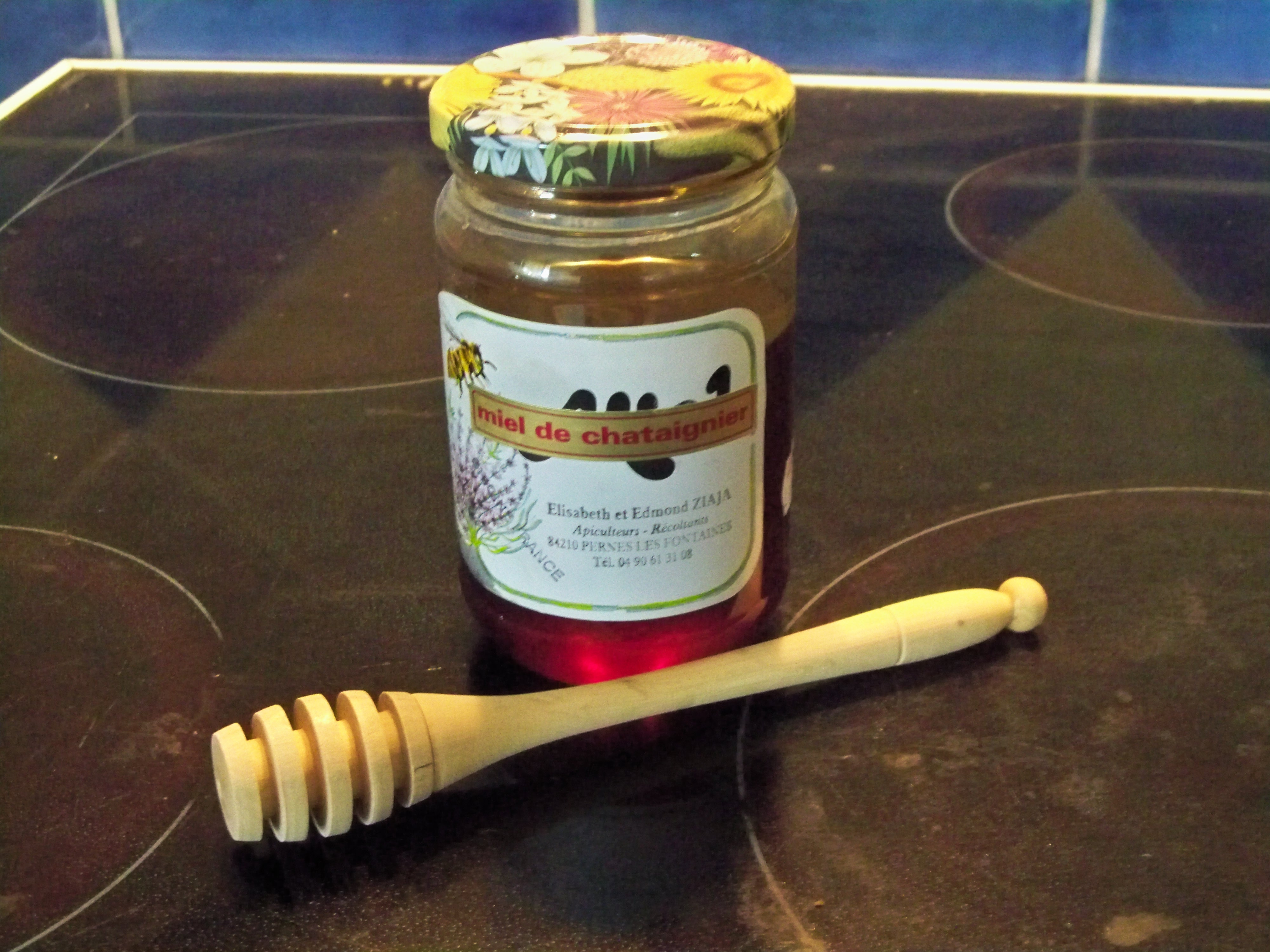
Miel de châtaignier du Comtat Venaissin.

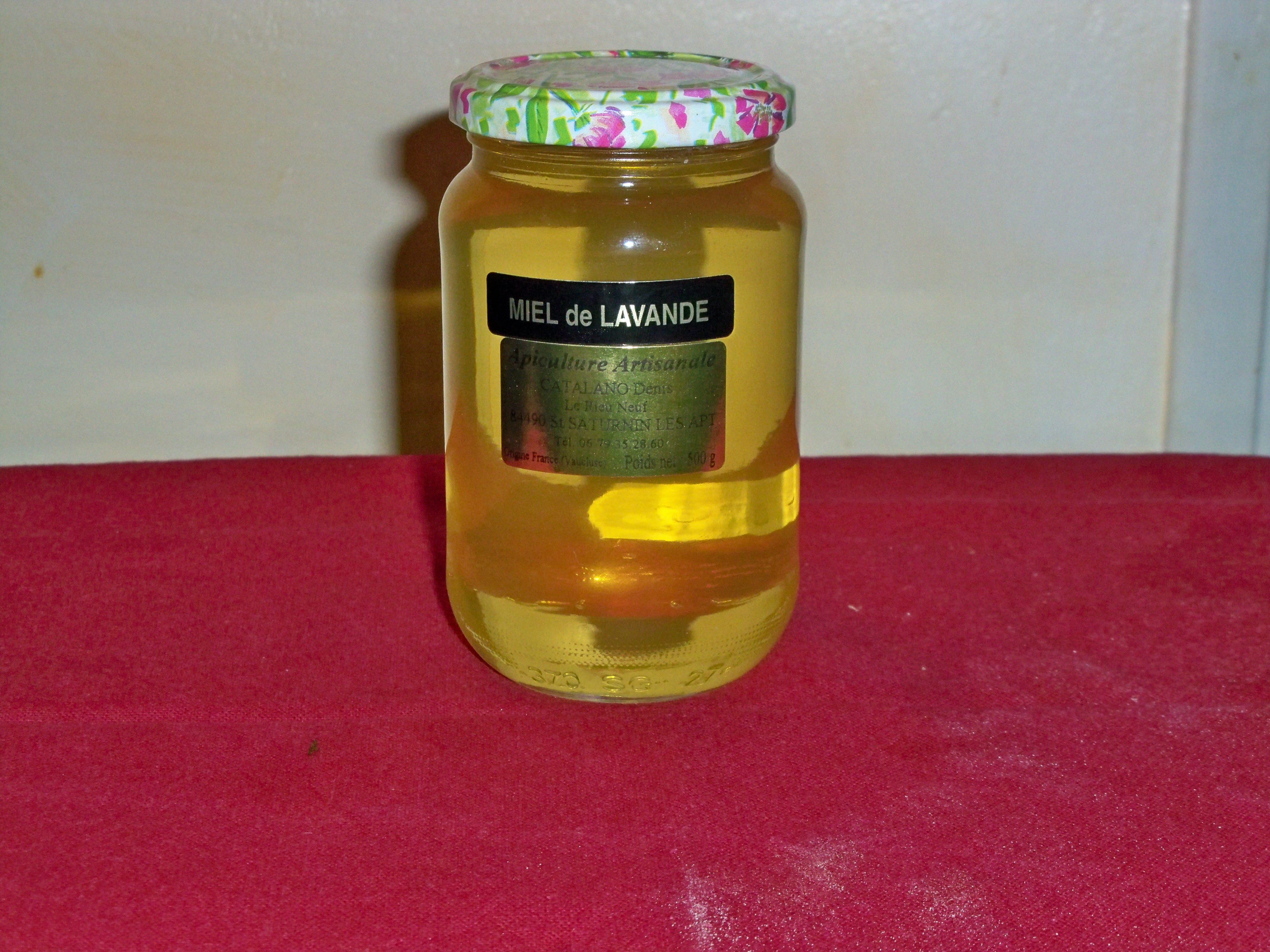
Miel de lavande du pays d'Apt.

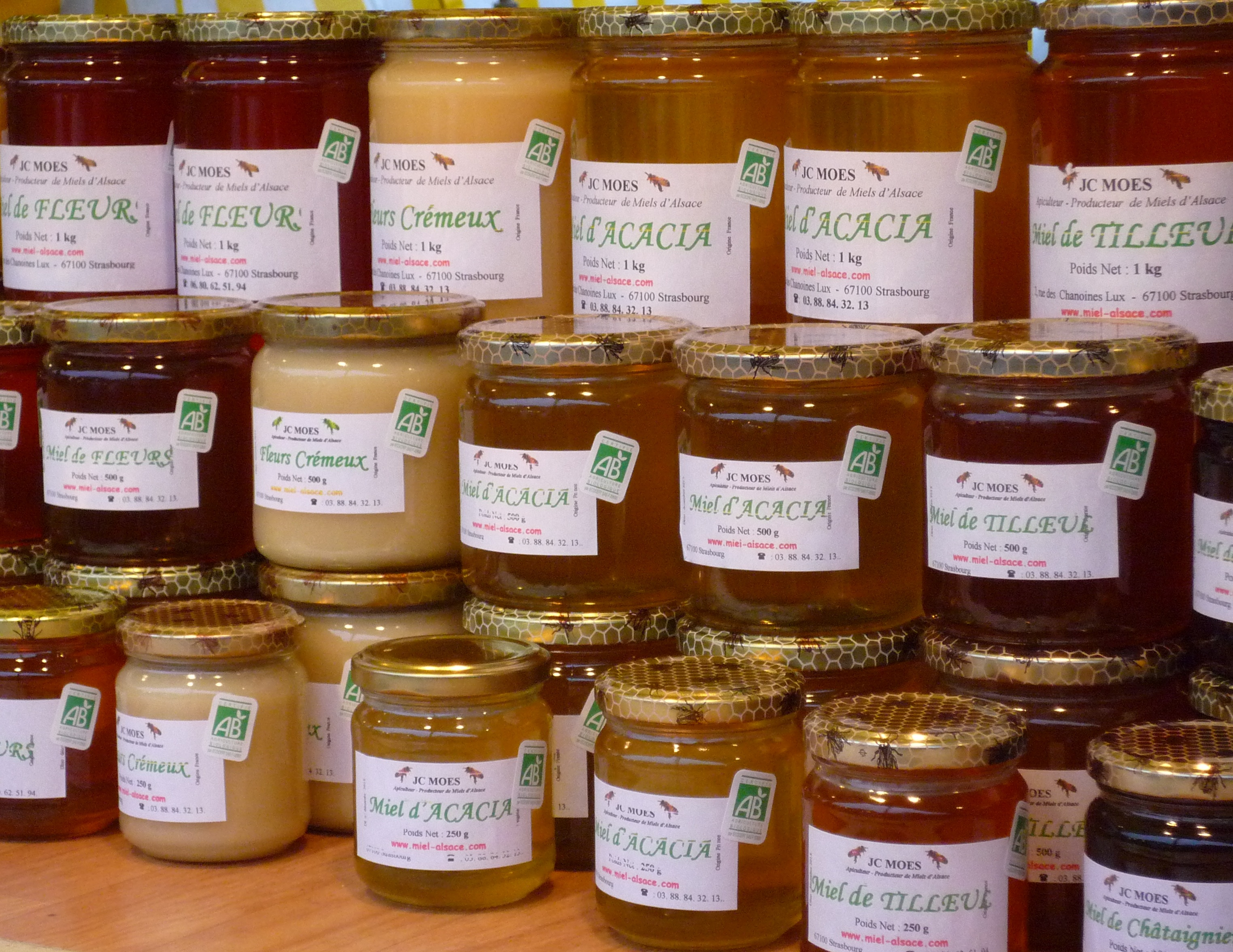
Pots de miel biologiques produits en Alsace.

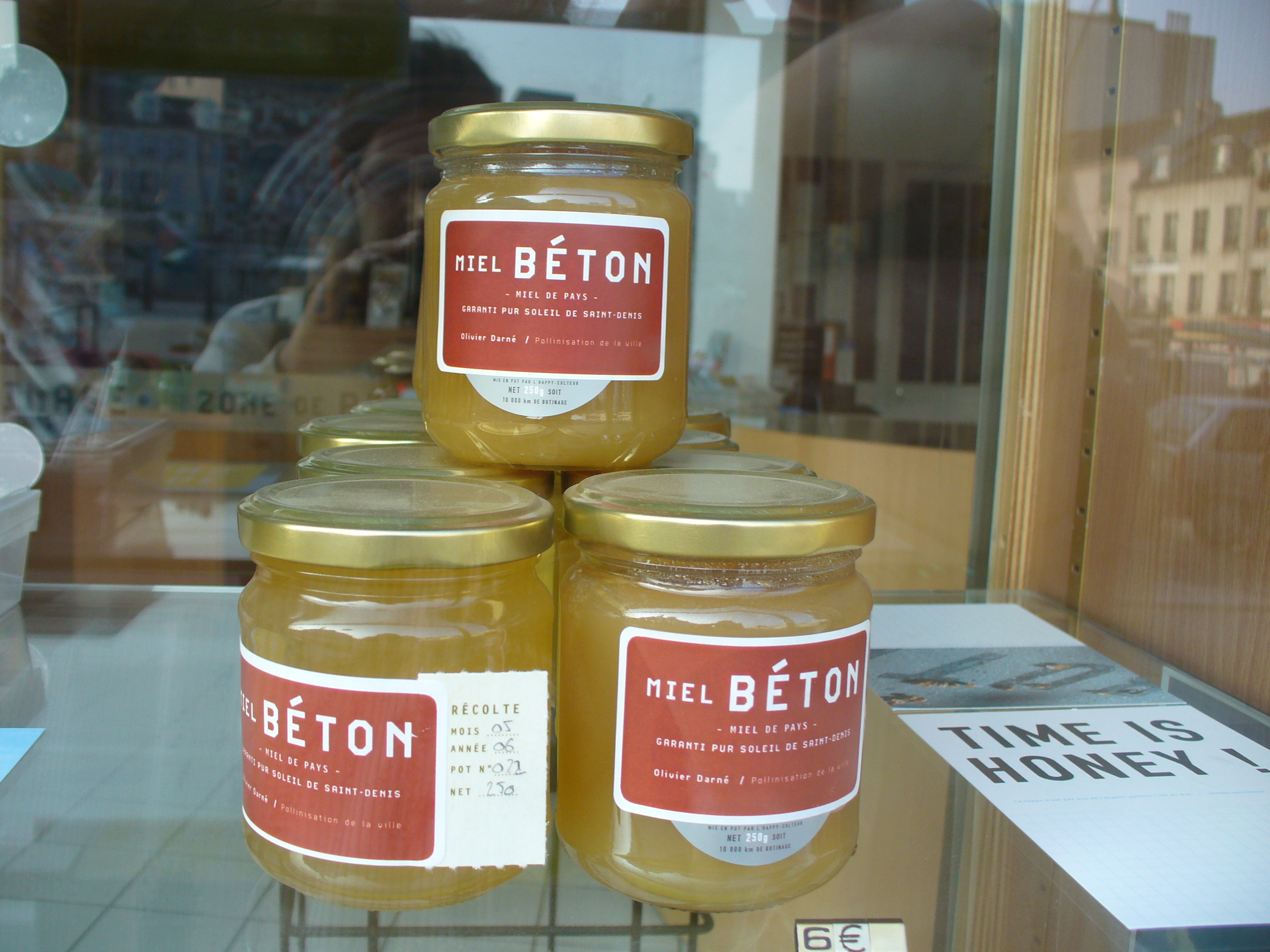
Miel béton de Saint-Denis

Toute fleur produisant du nectar peut donner du miel mais, en France, les miels les plus consommés sont les miels de type mille fleurs, acacia ou châtaignier mais il en existe de très nombreux autres.
- Le miel de robinier dit « faux-acacia », vendu sous le nom de « miel d’acacia » bien que n'ayant aucun rapport avec l'acacia véritable, à saveur douce, est liquide, clair et ne cristallise qu'au bout de quelques années.
- Le miel de châtaignier au goût corsé, amer, est visqueux et plus ou moins sombre selon qu'il provient de nectar ou de miellat.
- Le miel de romarin, aussi appelé « miel de Narbonne », était considéré par les Romains comme le meilleur des miels. De couleur blanche et très rare en France, il est principalement produit dans les Corbières[23].
- Le miel de colza, avec une légère saveur de chou, est de couleur claire, il cristallise rapidement en raison d'une forte teneur en glucose. C'est souvent le premier miel récolté dans la saison.
- Le miel de pissenlit, produit à partir de ces derniers, miel jaune franc.
- Le miel de lavande, très parfumé, de couleur crème présente une granulation très fine.
- Le miel de tilleul, très délicatement parfumé, de couleur claire.
- Le miel de sarrasin ou blé noir, corsé, de couleur brune à odeur particulière qui peut plaire ou ne pas plaire, est emblématique du terroir breton.
- Le miel d'arbousier est de couleur très sombre, texture dense, goût très amer qui peut plaire ou ne pas plaire, il provient du sud de la France.
- Le miel de sophora est très parfumé (pêche, fruits exotiques). C'est un miel qui cristallise rapidement et devient crémeux et très clair, presque blanc. On le récolte tard car l'arbre fleurit en juillet.
- Les miels de garrigue et de montagne sont toutes fleurs, leur saveur et leur aspect dépendent de leurs terroirs.
- Le miel de rhododendron (Rhododendron ferrugineum) des Pyrénées, de couleur blanche très subtile
- Le miel de trèfle, produit à partir de ces derniers, miel blanc.
- Le miel de bleuet, parfois appelé miel de myrtille, a le goût du fruit.
- Le miel de tournesol, de couleur dorée, jaune moutarde, à saveur fruitée et unique.
- Le miel de ronce, du Morvan, très parfumé, de couleur dorée, est un miel rare qui provient des fleurs de mûre.
- Le miel de fleur d'oranger et d'autres agrumes, réputés dans les zones de culture d'agrumes en Espagne et en Corse (mandarinier) en particulier.
- Le miel d'eucalyptus, réputé en Australie, produit en Italie et importé.
- Le miel de callune souvent appelé "de bruyère" est le miel produit le plus tard dans la saison. De couleur brun orangé, il est issu des Landes et des Cévennes. Il est très visqueux naturellement, se liquéfie lorsqu'on l'agite, mais gélifie de nouveau au repos ; cette spécificité est due à une protéine présente uniquement dans ce miel[52].
- le miel d'origan.
- Le miel de sésame.
- Le miel « urbain » , (miel produit par des abeilles butinant les fleurs des jardins privés ou publics en ville), miel de rose.
- Le miel de framboisier du Canada.
- Le miel de thym à forte activité antibactérienne[53].
- Le miel de manuka, provient de l'arbre de manuka que l'on trouve en Nouvelle-Zélande, et peut offrir une très forte activité antibactérienne[53].
- Le miel d'euphorbe (Darmous) cactus du désert Maroc.
- Le miel du Yémen, en particulier celui de la région d'Hadramaout où fleurissent des jujubiers (Ziziphus jujuba Mill.), peut coûter jusqu'à 150 euros le kilogramme selon son niveau de qualité.
- Le miel de Pitcairn est considéré comme le plus rare et pur du monde car il n'y a pas de pollution dans l’île.
- Le miel de Eucryphia lucida (en) n'est produit qu'en Tasmanie où cette espèce est endémique.

- En région tropicale, on produit des miels au goût intéressant :
  - le miel de palétuvier dit miel de mangrove au goût sucré-salé.
  - le miel de manguier
  - le miel de palissandre, produit essentiellement à Madagascar, est un miel de couleur brun foncé. Il possède un arôme fort et persistant et un goût très sucré.
  - le miel de litchi, produit entre autres à la Réunion et en Thaïlande. Les ruches sont placées dans les vergers à litchi au moment de la pollinisation.
  - le miel de Moringa.

- Les miels de miellat est issu des excréments de certains pucerons qui se déposent sur les branches de certains arbres
  - le miel de sapin des Vosges, de couleur très sombre.
  - le miel de chêne.

#### Miel sauvage
Le miel sauvage est issu de la chasse au miel.

#### Miel frauduleux
D'après le président de l'Organisation internationale des exportateurs de miels, de 2007 à 2013, la production mondiale a augmenté de 8 % alors que les exportations ont elles augmenté de 61 %. De très nombreux pays européens ont augmenté leurs exportations de miel en 2015, mais aussi leurs importations en provenance de Chine. Ce miel est importé puis réexporté comme produit local, si bien qu'un tiers des miels dans l'Union européenne ne serait pas conforme à la provenance indiquée. Les miels d'Asie seraient les plus à risque d'être concernés par une fraude, dilués pour en diminuer le prix et en augmenter la quantité. La Chine produirait 450 000 tonnes de miel par an dont 150 000 tonnes pour l'exportation, ne couvrant pas une demande locale évaluée à 700 000 tonnes. Des cas de fraudes (30 % des échantillons) ont aussi été découverts au Canada ainsi qu'en Belgique, avec plus de la moitié des échantillons non conformes. Des miels synthétiques seraient même importés de Chine, et fabriqués à partir d'un mélange de glucose, fructose, maltose, d'acide gluconique, de pollens exogènes correspondant à l'origine voulue — afin que la supercherie ne soit pas détectée par analyse —, de colorants et d'arômes de fleurs de synthèse.
Selon les résultats d'une enquête effectuée entre novembre 2021 et février 2022 par le service de recherche de la Commission européenne et de l’Office européen de lutte antifraude (OLAF), environ 46% des miels testés importés dans l'Union européenne, principalement en provenance de Chine et de Turquie, seraient frauduleux,.

#### Réglementation
En janvier 2024, l'Union européenne impose la mention détaillée du pays d'origine du miel sur l'étiquette qui l'accompagne, pour lutter contre les importations massives de miels frelatés via l'ajout de sucre. Un code d'identification unique doit permettre de retracer le miel jusqu'aux apiculteurs. Une précédente enquête réalisée par la Commission européenne avait montré qu'une part importante des miels (46% de l'échantillon) étaient suspectés de déroger aux règles de l'Union européenne, principalement en ce qui concerne l'ajout de sirops de sucre. Les miels chinois, turcs et britanniques étaient particulièrement concernés par ce procédé.

### Indice glycémique

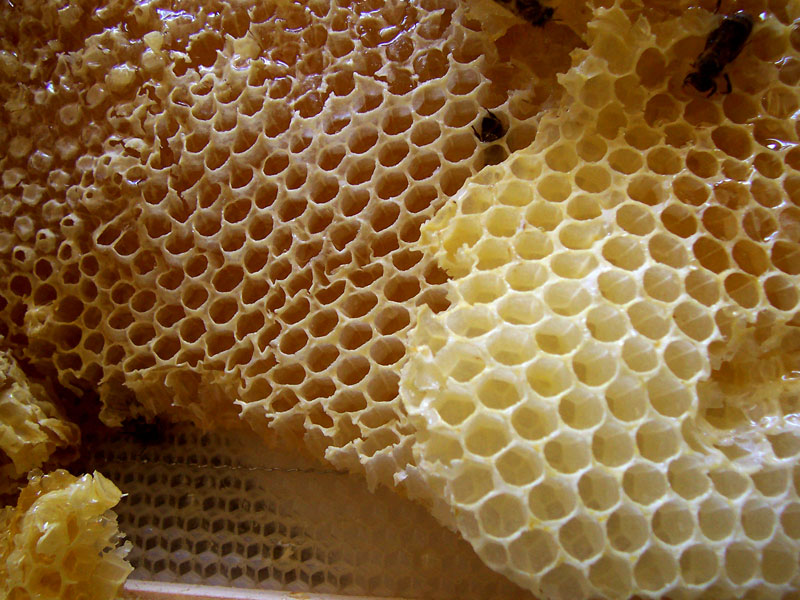
Rayons de miel.

Le miel a une incidence plus faible sur la glycémie que le dextrose ou le saccharose.
Le miel a un indice glycémique en moyenne de 55, avec des variations importantes selon les variétés (le miel d'acacia a un indice de 32, alors qu'un mélange de différentes origines peut avoir un indice de 62). Une dose de sucre apportée par du miel entraînera une élévation globale de la glycémie beaucoup plus faible que celle du glucose.

### Usage thérapeutique

#### Histoire
Le miel est utilisé à des fins thérapeutiques au moins depuis l'Égypte antique. Il est cité parmi les 500 remèdes de la pharmacopée de l’Égypte antique, principalement pour sucrer les préparations médicales. Et l'un des témoignages chirurgicaux les plus anciens au monde (Papyrus Edwin Smith, daté de 1600-2200 avant J.-C.) décrit le traitement d'un blessé à la tête par un bandage de lin imbibé d'huile et de miel mais des descriptions de ce type ont été retrouvés dans les textes ayurvédiques en Inde et chez divers auteurs de l'antiquité gréco-romaine (Hippocrate, Aristote, Dioscoride…). La Bible et le Coran évoquent aussi la douceur et les effets curatifs du miel,,.

#### Activité antibactérienne
Les propriétés antibactériennes et cicatrisantes du miel sont aujourd'hui scientifiquement confirmées. « Comparé aux preuves du traitement actuel des plaies, le miel s'est avéré être un traitement sûr, efficace et parfois supérieur pour diverses plaies. Il existe actuellement aux États-Unis des produits de miel de qualité médicale approuvés par la FDA (Food and Drug Administration des États-Unis ». En 2007, la FDA a approuvé le premier pansement au miel, stérile, à usage unique, imprégné de 95 % de miel, 5 % d'alginate de sodium. Il a été approuvé aux États-Unis pour une utilisation dans les coupures et brûlures traumatiques ou chirurgicales mineures et sur certains ulcères. Divers pansements, gels, pommades et pansements hydrogel ont depuis été commercialisés.
James Austin et al. estimaient en 2014 que pour des personnes isolées en pleine nature, « il peut constituer un traitement des plaies improvisé mais sûr » même s'ils recommandent des études plus robustes pour définitivement conclure à son efficacité et à son innocuité dans ces conditions. Il est utilisé comme moyen de désinfection des plaies, notamment en présence de bactéries antibiorésistantes. Il désodorise aussi les plaies, probablement comme source de glucose, consommée par les bactéries qui sécrètent alors de l'acide lactique au lieu de consommer des acides aminés, en étant alors sources d'ammoniac et de composants sulfurés.
En Europe et en Australie, la marque Medihoney diffuse du miel stérile destiné à l'usage thérapeutique, dont une étude expérimentale par l'université de Bonn note les bons résultats dans des pansements au contact de la peau.
Une étude systématique Cochrane fait état de son efficacité, accélérant là aussi la cicatrisation des tissus.
De façon plus anecdotique, et hors tests en double aveugle, un chirurgien de l'hôpital universitaire Dupuytren de Limoges relate l'expérience de son service à la suite du traitement de 3 000 plaies entre 1984 et 2009, relevant l'absence de douleur à l'application voire une diminution des douleurs chez le patient, et estimant la cicatrisation comme étant « de qualité » « dans la majorité des cas pris en charge ».
Cette action serait due à la présence de deux groupes de protéines :
- des inhibines, hormones peptidiques freinant ou inhibant la reproduction des bactéries[74] ;
- des défensines[75].

Le miel est un milieu très acide et contient naturellement du peroxyde d'hydrogène, soit de l'eau oxygénée qui a des propriétés cicatrisantes et joue le rôle d'antiseptique. Le miel soigne la toux en tapissant la gorge et en protégeant les muqueuses de la gorge. Le miel bénéficie d'une très longue conservation du fait de sa composition en eau oxygénée et de sa forte concentration en sucre. Les bactéries et les champignons ont du mal à se développer et donc le miel peut se stocker pendant des années.
Le miel s'avère efficace contre Bacillus subtilis, Escherichia coli, les staphylocoques dorés, Pseudomonas aeruginosa et Enterococcus faecium, testées dans des souches résistantes aux antibiotiques.

#### Soulagement et cicatrisation des brûlures
Comme l'a notamment confirmé un essai randomisé en double aveugle (publication 2006), le miel se montre généralement aussi efficace que le tulle gras classique, tant en matière de qualité de cicatrisation que de vitesse de « réépithélialisation »,,,, soulage la douleur intense des brûlures et de certaines blessures. Les plaies par avulsion (chirurgie) guérissent cependant en moyenne deux fois plus vite avec du tulle gras de paraffiné (19,62 jours) par rapport au pansement au miel (31,76 jours).

#### Activité antioxydante
Le mécanisme protecteur antioxydant du miel utilise à la fois les enzymes tels que la catalase et la peroxydase, les composants phénoliques, les flavonoïdes, les acides organiques comme l’acide ascorbique et des acides aminés comme la proline. Toutefois, les composés phénoliques sont les plus importants dans cette activité.

#### Propriétés anti-inflammatoires
Le pouvoir anti-inflammatoire du miel a été démontrée par l'analyse du sang indiquant une baisse des marqueur de l'inflammation chez l'homme après l'ingestion de miel.

### Toxicité du miel
- Localement, quand les abeilles ont butiné un pollen de plantes répertoriées et localisées par les associations d'apiculteurs, le miel peut être toxique. 
De très rares empoisonnements sont rapportés depuis l’Antiquité[82]. Ils sont dus à la présence d’andrométoxine (toxine issue du nectar de certaines variétés d’azalées, de kalmias) ; ou de colchicine, dans le cas des colchiques. 
En France, un rapport récent de la DGCCRF a confirmé la présence d'alcaloïdes toxiques dans 17 % des miels analysés dans l'étude[83], ce qui (en raison aussi du risque de botulisme chez le nourrisson, décrit plus bas) a suscité un suivi accru et des modifications de la réglementation[84],[85].

- Le miel contient parfois des traces de toxine botulique ou de spores de bactéries Clostridium source de botulisme (maladie paralysante pouvant entraîner la mort de nourrissons). Les bébés (moins d'un an) y sont particulièrement sensibles et ne doivent donc jamais consommer du miel rappelle l'ANSES[86]. Aux États-Unis, environ 60 cas de botulisme infantile sont traités par an[87].

## Composition
Le miel est une solution de différents sucres. Leur répartition est très variable selon les fleurs qui ont été butinées ou les miellats recueillis, puisque la teneur des nectars varie fortement d'une espèce à l'autre. Ainsi, le nectar de colza contient en sucre 80 % de glucose, tandis que celui du rhododendron est composé à 100 % de saccharose. Une partie des saccharoses étant transformés en glucose et fructose, la teneur des miels issus de ces deux fleurs est nécessairement différente. Les miels issus de miellats comportent en outre des sucres spécifiques en fonction de l'arbre dont ils sont issus, tels que mélézitose, erlose, raffinose.
Entrent par exemple dans la composition d'échantillons de miels issus de 3 espèces d'abeilles différentes recueillis au Népal :
- des glucides (sucres) en grande quantité : 65 à 90 %, représentés essentiellement par :
  - du fructose : de 42 à 50 %,
  - du glucose : 36 à 52 %,
  - du saccharose de 0 à 7 %,
  - du maltose, du galactose et divers autres polysaccharides (mélibiose, turanose, mélézitose…)[89] ;
- de l'eau, en quantité variable selon la maturité du miel lors de sa récolte, assez régulièrement supérieur au maximum légal (18 à 25 % selon le type de miel et la législation[90],[91],[92]) ; la quantité d’eau contenue dans le miel varie selon l’hygrométrie de la région où il est produit car les abeilles operculent les alvéoles de miel quand il n’y a plus d’échange entre le miel et l’air ambiant. Ainsi le miel produit sous les tropiques peut contenir jusqu’à 30% d’eau alors qu’un miel produit dans un pays sec (comme le Yémen par exemple) ne contient que 12% d’eau.
- des protides : moins de 1 %, mais contenant tous les acides aminés libres : acide aspartique, acide glutamique, alanine, arginine, asparagine, cystine, glycine, histidine, isoleucine, leucine, lysine, méthionine, phénylalanine, proline, sérine, tryptophane, tyrosine et valine ;
- des sels minéraux : maximum 0,1 % ; pour les miels de nectar et autre, jusqu'à 0,5 % (extrait du codex alimentarius) pour les miels de miellat, avec plus d'une trentaine d'éléments déjà inventoriés : aluminium, argent, arsenic, baryum, béryllium, brome, calcium, césium, chlore, chrome, cobalt, cuivre, fer, lithium, magnésium, manganèse, mercure, molybdène, nickel, or, palladium, phosphore, potassium, rubidium, scandium, silicium, sodium, soufre, strontium, titane, vanadium, zinc, zirconium. Ces éléments minéraux ne sont pas toujours tous présents dans un miel déterminé. Par contre, certains le sont systématiquement dans tous les miels et souvent alors en grande quantité, notamment le potassium, premier cation intracellulaire indispensable à la vie. Les miels foncés sont globalement plus riches quantitativement en matières minérales que les miels clairs[74] ;
- des acides organiques, libres ou combinés sous forme de lactones : 0,3 %, le principal d'entre eux étant l'acide gluconique ;
- un grand nombre de vitamines, dont les quantités, loin de couvrir les besoins journaliers des humains, n'en constituent pas moins un appoint significatif. Le miel contient essentiellement les vitamines B1, B2, B3 (ou vitamine PP), B5, B6, C, et accessoirement les vitamines A, B8 (ou vitamine H), B9, D et K ;
- des lipides (corps gras), en infime quantité, sous plusieurs formes :
  - triglycérides,
  - acides gras (acide palmitique, oléique, et linoléique) ;
- de nombreux composés organiques complexes :
  - des enzymes, dont les principaux sont les amylases alpha et bêta, le glucose invertase et le glucose oxydase ; ces enzymes (qui facilitent la digestion des aliments et sont à l'origine de certaines vertus du miel) sont détruites par un chauffage exagéré du miel qu'il y a donc lieu de toujours éviter (la température de la ruche au niveau du couvain étant régulée à 35 °C par les abeilles, il convient de ne pas chauffer le miel au-dessus de 40 °C, si l'on veut lui conserver ses propriétés),
  - plusieurs facteurs antibiotiques naturels, regroupés sous le nom générique d'inhibine, qui sont en fait de puissants bactériostatiques, c'est-à-dire qu'ils empêchent le développement des bactéries mais ne les tuent pas,
  - de nombreuses autres substances biologiques diverses :
    - un principe cholinergique proche de l'acétylcholine,
    - un principe œstrogène,
    - des flavonoïdes, en particulier la pinocembrine et la pinobanksine
    - des alcools et des esters,
    - des substances aromatiques qui donnent l'arôme (comme l'acide phénylacétique) et le goût spécifique d'un miel donné,
    - des matières pigmentaires, spécifiques à chaque miel, qui lui donnent sa couleur propre ;
- des grains de pollen qui en signent l'origine botanique et géographique.

### Contaminants
Des contaminants parfois recherchés sont des métaux lourds, des métalloïdes, des radionucléides, des résidus d'antibiotiques et/ou des pesticides. Ces composants peuvent provenir directement de la ruche, lors d'un traitement effectué par l'apiculteur, mais aussi et surtout provenir de l'environnement de la ruche ; le miel est souvent proposé comme bioindicateur de l'état de contamination générale de l'environnement, par exemple pour le plomb, métal toxique dont la composition isotopique reflète cette de l'environnement local d'origine, « servant ainsi d’archive de la chimie du plomb d’où provient le produit ».
Le chloramphénicol, antibiotique dont la toxicité est importante, est utilisé notamment en Chine et en Argentine dans les ruches pour augmenter la ponte des reines et donc la production de miel, dans lequel il peut alors se retrouver.
Une étude suisse publiée en octobre 2017 par la Revue Science,, basée sur l'analyse de miels provenant de 298 emplacements différents du monde montre que la quantité de certains insecticides trouvée dans le miel tend à augmenter dans le monde entier, confirmant une contamination générale des agroécosystème et une exposition environnementale croissante des abeilles (et peut-on supposer des abeilles sauvages et de tous les autres pollinisateurs). Certains produits diminuent ou disparaissent, mais les néonicotinoïdes (acétamipride, clothianidine, imidaclopride, thiaclopride et thiaméthoxame qui sont tous des insecticides systémiques retrouvés dans tous les tissus des plantes traitées, y compris dans le pollen et le nectar) se généralisent. Or à des doses faibles et non-mortelles, ces néonicotinoïdes peuvent notamment induire chez l'abeille à miel des troubles de l'apprentissage et de la mémoire qui dégradent ou détruisent sa capacité à retrouver des aliments ou sa ruche, au point de parfois menacer la santé de la ruche entière.
La pollution des miels par les néonicotinoïdes est en moyenne de 1,8 ± 0,56 nanogramme par gramme ; beaucoup plus élevée en Amérique du Nord avec 86 % des miels analysés contenant un ou plusieurs néonicotinoïdes en 2017) et la moins élevée en Amérique du Sud où néanmoins 57 % des échantillons en contenaient. Aucun des près de 200 échantillons analysés lors de cette étude ne dépassait les normes sanitaires édictées pour l'Homme, mais les résultats sont néanmoins jugés très préoccupants puisque environ 1/3 des échantillons de miels présentaient des niveaux assez élevés pour affecter la santé des abeilles voire de la ruche entière. C'est donc la pollinisation en tant que service écosystémique et de nombreuses espèces de pollinisateurs (ainsi que leurs prédateurs et les espèces qui en dépendant indirectement peut-on supposer) qui sont menacés. Ces résultats invitent aussi à mieux étudier les éventuelles synergies entre néonicotinoïdes puisqu'en 2017 45 % des échantillons de miel contenaient au moins deux types différents de néonicotinoïdes et 10 % en contenaient quatre ou cinq ; les effets synergiques écologiques et sanitaires de ces mélanges n'ont pas été étudiés mais on soupçonne qu'ils exacerbent la toxicité des molécules absorbées séparément. Les auteurs de l'étude demandent aux gouvernements plus de transparence et de publication de données sur les quantités de néonicotinoïdes vendues et utilisées en agriculture, afin de clarifier les éventuelles relations entre quantités utilisées par les agriculteurs et quantités retrouvées dans les miels. L'avenir des producteurs de miel est aussi en jeu, car les néonicotinoïdes sont suspectés de jouer un rôle clé dans l'effondrement mondial des populations de pollinisateurs domestiqués et sauvages,.

### Composition chimique élémentaire
D'un point de vue analyse élémentaire, le miel est donc essentiellement composé de carbone, d'hydrogène et d'oxygène (composants de base des composés organiques). Les teneurs en autres éléments minéraux cationiques sont dans les gammes suivantes, en mg/kg (ppm) :
| - K : 200 – 1500 - Ca : 40 – 300 - Na : 16 – 170 - Mg : 7 – 130 - Al : 3 – 60 | - Fe : 0,3 – 40 - Zn : 0,5 – 20 - Mn : 0,2 – 10 - Cu : 0,2 – 6,0 - Ni : 0,3 – 1,3 | - Co : 0,01 – 0,5 - Cr : 0,1 – 0,3 - Pb : < 0,02 – 0,8 - Cd : < 0,005 – 0,15 |

### Caractéristiques physiques et chimiques
Le miel est acide, avec un pH estimé entre 4,31 et 6,02.
Le miel a une densité d'environ 1,4 variant, comme pour sa viscosité, selon son hydratation (18 % en moyenne, 20 % maximum sauf exceptions).
Pour mesurer la viscosité du miel on peut utiliser un viscosimètre à chute de bille. Cette viscosité diminue à mesure que la température augmente.